# Kristina Sieckmeyer
Kristina Sieckmeyer (geborene Sauer) ist eine deutsche Vorderasiatische Archäologin.

## Werdegang
Sieckmeyer studierte von 2005 bis 2012 Vorderasiatische Archäologie, Assyriologie, Ur- und Frühgeschichte, Semitistik und Geologie an der Universität Heidelberg. Ihre Magisterarbeit verfasste sie zum Thema É.ZAG.GAR.RA/āširtu. Eine Untersuchung zu häuslichen Kultstätten im bronzezeitlichen Mesopotamien. 2013 begann sie mit einem im Minicluster 8 Innovationsaneignung: Verflechtungen von Wissen im spätneolithischen und frühbronzezeitlichen Eurasien des Exzellenzclusters Asien und Europa im globalen Kontext: Die Dynamik der Transkulturalität angesiedelten Promotionsstudium in Heidelberg. Thema der Promotion ist Ton, Tafel, Siegel: Eine Untersuchung zum innovativen Potential früher Bürokratie im urukzeitlichen Mesopotamien.
Im März 2013 wurde Sieckmeyer auch Projektmitarbeiterin des Heidelberger Exzellenzclusters Asien und Europa im globalen Kontext: Die Dynamik der Transkulturalität. Zum Februar 2015 wechselte sie als Akademische Mitarbeiterin an das Seminar für Sprachen und Kulturen des Vorderen Orients – Assyriologie der Universität Heidelberg. Hier war sie für die Wissenschaftliche Betreuung der lange Zeit unkuratierten Uruk-Warka-Sammlung zuständig. Zum April 2017 wurde sie Kuratorin dieser zweitgrößten Sammlung ihrer Art in Deutschland und viertbedeutendsten in Europa. Drei Monate später wurde Sieckmeyer zudem Akademische Mitarbeiterin der altertumswissenschaftlichen Sammlungen am Heidelberg Zentrum für Kulturelles Erbe (HCCH). Zusätzlich ist sie seit dem Wintersemester 2020 Koordinatorin des Masterstudienganges Cultural Heritage und Kulturgüterschutz. Sieckmeyer ist verantwortlich für die Neukonzeption der Ausstellung der Uruk-Warka-Sammlung.
Neben der Betreuung der Uruk-Warka-Sammlung forscht Sieckmeyer zu Siegeln und der Siegelpraxis, zur frühen Schrift und den altorientalischen Verwaltungsstrukturen, zu den häuslichen Kultstätten und der persönlichen Frömmigkeit sowie zum Wissen und der Kognition. Der zeitliche und geografische Schwerpunkt liegt auf dem Mesopotamien des 4. und 3. Jahrtausends v. Chr. Ein weiterer Interessenschwerpunkt liegt in den Feldern des Kulturellen Erbes sowie des illegalen Antikenhandels.

## Publikationen
- The Khabur Gate. und Assyro-Urartian Seal ZT27619. In: Timothy Matney et al.: Excavations at Ziyaret Tepe, Diarbakir Province, Turkey 2009-2010 Seasons (= Anatolica, Band XXXVII). 2011, Seiten 89–93, Digitalisat.
- mit John MacGinnis, Timothy Matney, Kemalettin Köroğlu und Judith Dosch: Operations in the Lower Town of Ziyaret Tepe, 2010 and 2011. In: Piotr Bieliński et al. (Herausgeber): Excavation and progress reports; Posters (= Proceedings of the 8th International Congress on the Archaeology of the Ancient Near East, Band 2). Harrassowitz, Wiesbaden 2012, ISBN 978-3-447-10174-5, Seiten 353–356.
- mit Dietrich Sürenhagen: Zählmarken, Zeichenträger und Siegelpraxis. Einige Bemerkungen zu vor- und frühgeschichtlichen Verwaltungshilfen in frühsumerischer Zeit. In: Thomas E. Balke und Christina Tsouparopoulou (Herausgeber): Materiality of Writing in Early Mesopotamia (= Materiale Textkulturen, Band 13). De Gruyter, Berlin 2016, ISBN 978-3-11-045962-3, Seiten 11–46.
- From Counting to Writing, The Innovative Potential of Bookkeeping in the Uruk Period. In: Philipp W. Stockhammer und Joseph Maran (Herausgeber): Appropriating Innovations. Entangled Knowledge in Eurasia 5000-1500 BCE. Oxbow Books, Oxford und Philadelphia 2017, ISBN 978-1-78570-724-7, Seiten 12–28.
- Ordnung ist das halbe Leben! Die ältesten Listen in Mesopotamien. In: Michaela Böttner, Ludger Lieb, Christian Vater und Christian Witschel (Herausgeber): 5300 Jahre Schrift. Verlag Das Wunderhorn, Heidelberg 2017, ISBN 978-3-88423-565-2, Seiten 14–17.